# Corpo Italiano di Liberazione
El Corpo Italiano di Liberazione (C.I.L., traducido al español: Cuerpo Italiano de Liberación) fue un cuerpo del ejército italiano creado en 1944 con fuerzas del desaparecido 1° Raggruppamento Motorizzato (1er Agrupamiento Motorizado). Participó en la Resistencia italiana luchando al lado de las fuerzas aliadas contra las tropas de ocupación alemanas en Italia.
El general Utili estuvo al mando del Corpo Italiano di Liberazione. Su acción de guerra más importante tuvo lugar en verano de 1944, cuando combatió junto a las fuerzas polacas en la batalla de Filottrano, localidad próxima a Ancona. La división de paracaidistas Nembo liberó el pueblo y desalojó el destacamento alemán, contribuyendo con esto a la toma del puerto de Ancona por parte del ejército aliado.
Entre otros, se alistaron voluntarios al CIL futuras personalidades como el político democristiano Lorenzo Natali o el director de cine Valerio Zurlini.